# Marcelo Brozović
Marcelo Brozović (ur. 16 listopada 1992 w Zagrzebiu) – chorwacki piłkarz, występujący na pozycji pomocnika w saudyjskim klubie Al-Nassr oraz w reprezentacji Chorwacji. Uczestnik Mistrzostw Świata 2014. Srebrny medalista Mistrzostw Świata 2018 i brązowy medalista Mistrzostw Świata 2022.
W styczniu 2015 został wypożyczony na dwa lata do Interu Mediolan, z obowiązkiem wykupu zawodnika po zakończeniu wypożyczenia. W marcu 2022 Brozović przedłużył kontrakt z włoskim klubem do końca czerwca 2026, a jego zarobki za sezon miały wynosić 12,03 miliona euro.
3 lipca 2023 podpisał kontrakt z saudyjskim Al-Nassr, obowiązujący do czerwca 2026. Koszt zakupu zawodnika z Interu Mediolan wyniósł 18 miliona euro, a roczne zarobki Brozovicia wynoszą 25 milionów euro.

## Sukcesy

### Dinamo Zagrzeb
- Mistrzostwo Chorwacji: 2012/2013, 2013/2014
- Superpuchar Chorwacji: 2013

### Inter Mediolan
- Mistrzostwo Włoch: 2020/2021
- Puchar Włoch: 2021/2022
- Superpuchar Włoch: 2021, 2022

### Reprezentacyjne
- Mistrzostwa Świata 2018: 2. miejsce
- Mistrzostwa Świata 2022: 3. miejsce

### Wyróżnienia
- Drużyna sezonu Serie A: 2021/2022[7]

## Odznaczenia
- Order Księcia Branimira (2018)[8]